# Żywiecki Park Krajobrazowy

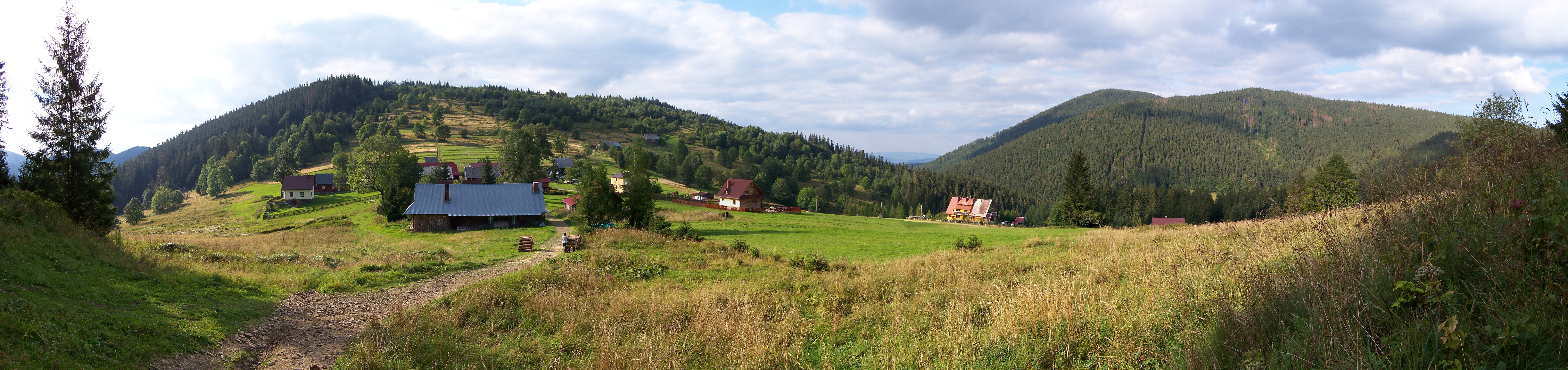
Panorama Mładej Hory z widokiem na Kiczorkę, Muńcuł i Kotarz

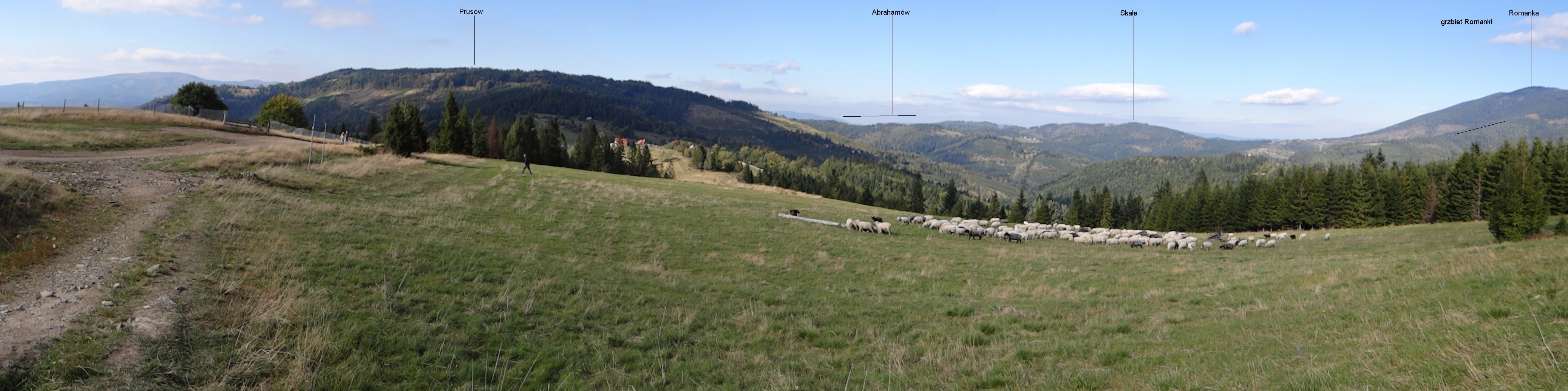
Panorama z Hali Boraczej

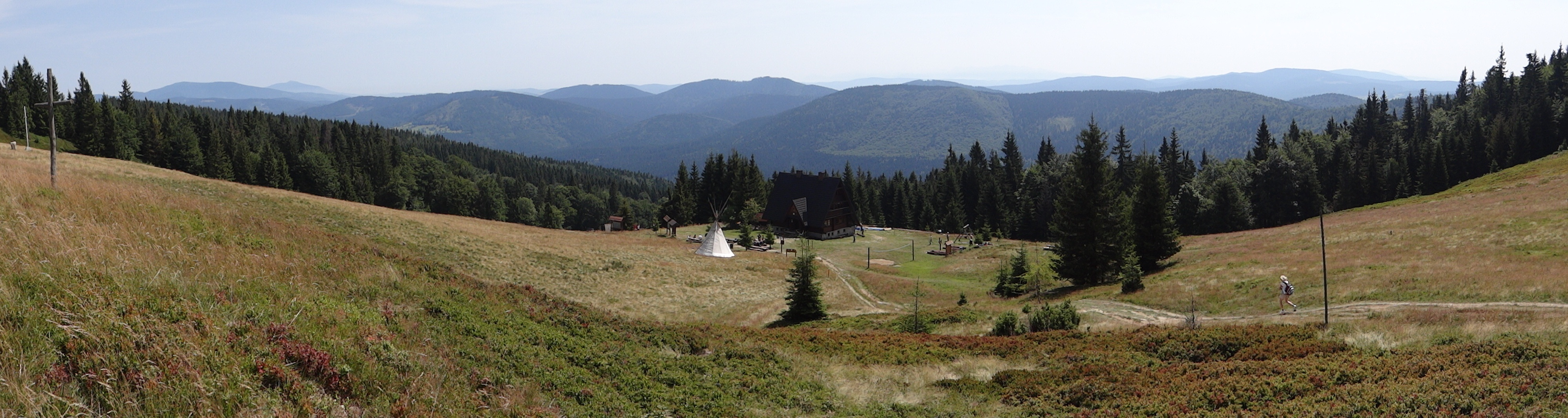
Panorama z Hali Rycerzowej

Żywiecki Park Krajobrazowy – park krajobrazowy w południowej części województwa śląskiego, założony 13 marca 1986 decyzją Wojewódzkiej Rady Narodowej w Bielsku-Białej. W 1998 wszedł w skład Zespołu Parków Krajobrazowych Województwa Śląskiego.
- Powierzchnia parku: 35 870 ha[1]
- Powierzchnia otuliny: 21 790 ha[1]
- Gminy na terenie parku: Ujsoły, częściowo: Jeleśnia, Milówka, Radziechowy-Wieprz, Rajcza, Świnna, Węgierska Górka. Niewielka część otuliny także w gminie miejskiej Żywiec i gminie Koszarawa.

Park obejmuje najwyższe, silnie rozczłonkowane dolinami rzek partie Beskidu Żywieckiego w sąsiedztwie granicy słowackiej. Centralną część parku zajmuje rozróg Pilska i rozchodzące się promieniście od niego grzbiety górskie. Najwyższe partie Pilska charakteryzują się rzeźbą wysokogórską. Na zachód od niego znajduje się Grupa Lipowskiego Wierchu i Romanki z bocznymi odgałęzieniami: Prusowa (1010 m) i Skały (946 m). Tworzą ją wysokie i strome pasma, których stoki porośnięte są lasem, zaś w partiach grzbietowych znajdują się liczne hale. W południowej części parku liczne szczyty, których wysokość przekracza 1000 m, tworzą Grupę Wielkiej Raczy (m.in. Wielka Racza, Wielka Rycerzowa, Muńcuł, Przegibek).
Obszar charakteryzuje się dużymi walorami przyrodniczymi, w tym dużym zróżnicowaniem wysokościowym i interesującym ukształtowaniem terenu. Dużą powierzchnię zajmują osuwiska; na rzekach istnieją progi skalne, w tym największy w Beskidach Wodospad w Sopotni Wielkiej o wys. 10 m. Tam też znajduje się najdłuższa jaskinia parku – Jaskinia w Sopotni Wielkiej (dł. 101 m).

## Flora i fauna
Park leży w zasięgu czterech pięter roślinnych. Najniższe, sięgające do ok. 600 m piętro pogórza jest obecnie użytkowane rolniczo i zajęte pod zabudowę. Naturalnym składnikiem regla dolnego (do 1150 m) była w większości buczyna karpacka z dużym udziałem jodły i domieszką świerka i jawora, jednak w wyniku działalności człowieka zastąpił ją w znacznej części bór jodłowo-świerkowy; niewielki obszar porasta dolnoreglowy bór jodłowy występujący m.in. w grupie Wielkiej Raczy. Bardziej naturalny regiel górny składa się głównie ze świerków i kęp jarzębiny. W partiach szczytowych (pow. 1300 m) przybiera on wygląd charakterystyczny dla strefy górnej granicy lasu – odznacza się rozluźnieniem drzewostanu, występowaniem form karłowatych, itp. Jedynie na najwyższym szczycie parku – Pilsku występuje piętro subalpejskie z kosodrzewiną i krzewiastymi formami jarzębiny.
Na obszarze parku stwierdzono występowanie ponad 1000 gatunków roślin naczyniowych. Wśród nich są gatunki górskie, w tym wysokogórskie; występują one w piętrze kosodrzewiny oraz w obszarach źródliskowych i podmokłych. Spotyka się rośliny chronione: dziewięćsił bezłodygowy, widłak alpejski, lilia złotogłów, pełnik europejski, czosnek syberyjski, dzwonek piłkowany, zarzyczka górska i inne.
Równie bogata jest fauna – wyższe partie są ostojami dużych drapieżników: niedźwiedzia brunatnego, wilka, rysia i borsuka. Liczne są ssaki kopytne: jelenie, sarny; na obszarze otuliny parku występują bobry. Wśród 106 gatunków ptaków lęgowych większość to gatunki chronione, m.in.: głuszec, cietrzew, myszołów, jastrząb, krogulec, sowy w tym rzadki puchacz, dzięcioły. Żyjące tutaj gady to: jaszczurka zwinka, jaszczurka żyworodna, padalec, zaskroniec i jadowita żmija zygzakowata, zaś płazy: traszki, ropuchy, żaby, salamandra plamista, rzekotka drzewna, kumak górski.

## Rezerwaty
Park objął szereg rezerwatów przyrody, utworzonych w celu ochrony najlepiej zachowanych fragmentów zbiorowisk roślinnych, a zwłaszcza zespołów leśnych, charakterystycznych dla Beskidów Zachodnich:
- Oszast – pow. 47,3 ha, buczyna karpacka z okazałymi egzemplarzami jodeł, świerków, buków i jaworów;
- Pilsko – pow. 103,9 ha (połączone dawne rezerwaty Pilsko i Pięć Kopców), sąsiadujący ze słowackim rezerwatem o tej samej nazwie (pow. 810 ha), górnoreglowy bór świerkowy w szczytowej partii góry, zarośla kosodrzewiny, zbiorowiska krzewinkowe z rzadkimi gatunkami flory;
- Pod Rysianką – pow. 27,5 ha, dolnoreglowy las jodłowo-świerkowo-bukowy w źródliskowej części potoku Sopotnia Wielka;
- Romanka – pow. 98,5 ha, najlepiej zachowany poza Babią Górą i Pilskiem starodrzew regla górnego w wieku ok. 250 lat;
- Śrubita – w grupie Wielkiej Raczy, pow. 25 ha, najstarszy rezerwat w parku, pierwotny drzewostan świerkowo-bukowo-jodłowy;
- Butorza – w zachodniej partii parku, w pobliżu Zwardonia, pow. 30,7 ha, dolnoreglowy bór świerkowy;
- Dziobaki – północno-zachodni stok Wielkiej Rycerzowej, pow. 13,1 ha, las świerkowo-bukowo-jodłowy oraz bagienna olszyna górska;
- Gawroniec – pow. 23,7 ha, w północnej części parku, naturalny las liściasty – buczyna karpacka z płatami olszyny karpackiej;
- Muńcoł – pow. 45,2 ha, występują tutaj licznie chronione gatunki roślin: śnieżyczka przebiśnieg, wawrzynek wilczełyko, lilia złotogłów, ciemiężyca zielona, marzanka wonna, kopytnik pospolity; zachowany fragment buczyny karpackiej, ostoja wilka i rysia;
- Lipowska – pow. 62,6 ha, górnoreglowy bór świerkowy oraz torfowiska z systemem oczek wodnych.

## Turystyka
Walory przyrodnicze, atrakcyjność krajobrazowa, dobre warunki narciarskie, łatwa dostępność komunikacyjna, położenie w pobliżu aglomeracji górnośląskiej, krakowskiej i bielskiej – wszystko to decyduje o popularności turystycznej obszaru. Istnieją dobre warunki dla uprawiania turystyki pieszej – przez park prowadzi odcinek Głównego Szlaku Beskidzkiego, istnieje kilka schronisk PTTK, m.in. w Zwardoniu, na Wielkiej Raczy, Przegibku, na Hali Miziowej, itd., wyznaczono kilka turystycznych przejść granicznych, które przestały funkcjonować po wejściu Polski do strefy Schengen. Narciarstwo zjazdowe rozwinięte w rejonie Korbielowa i na Pilsku.